# Francesco Soriano
Francesco Soriano   (Soriano nel Cimino, 1548 ↔ 1549 - Roma, 19 de juliol de 1621) va ser un dels membres més hàbils de l'Escola Romana en la primera generació després de Palestrina.
Soriano va néixer a Soriano nel Cimino, prop de Viterbo. Va estudiar a la Basílica de Sant Joan del Laterà a Roma amb diversos mestres, incloent Palestrina, es va convertir en sacerdot en la dècada de 1570 i el 1580 va ser mestre de capella a San Luigi dei Francesi, també a Roma. El 1581 es va traslladar a Mantua, ocupant-se d'un càrrec al tribunal de Gonzaga; però el 1586 es va traslladar a Roma, on va passar la resta de la seva vida treballant com a mestre de cor en tres esglésies diferents, incloent la "Cappella Giulia" a Sant Pere Es va retirar el 1620.
Soriano va treballar amb Felice Anerio per revisar el Gradual Romà d'acord amb les necessitats de la Contrareforma; aquest treball va quedar incomplet per Palestrina.
Estilísticament, la música de Soriano és molt semblant a la de Palestrina, però mostra una certa influència de les tendències progressives que prevalen al voltant del canvi de segle. Va adoptar l'estil policoral, mantenint el tracte polifònic suau de Palestrina, i va tenir un gust per a les textures homofòniques, que en general van fer més fàcil d'entendre el text cantat.
Va escriure misses, motets (alguns per a vuit veus), salms (una col·lecció, publicada a Venècia en 1616, és per a 12 veus i baix continu), escenaris de la Passió segons cadascun dels quatre evangelis (Mateu, Marc, Lluc, i Joan), antífones marines i diversos llibres de madrigals. La configuració de la seva passió és predecessor significatiu dels escenaris més famosos de l'època barroca, per exemple els de J. S. Bach; estan configurades amb un estil restringit però dramàtic, amb algun intent de caracterització. D'alguna manera són un predecessor de l'oratori, barrejant la veu en solitari, el cor i els rols de caràcter no actius, però en un estil més relacionat amb Palestrina que amb qualsevol cosa del barroc.

## Composicions
- Primo libro dei madrigali a 5 voci, Venezia 1581. (Edizione critica e introduzione a cura di F. Bracci, Fondazione Giovanni Pierluigi da Palestrina, Palestrina, 2018)
- Secondo libro dei madrigali a 5 voci, Roma 1592
- Motectorum quae 8 voces concinuntur, Roma 1597
- Libro dei madrigali a 4 e 6 voci, Roma 1601
- Secondo libro dei madrigali a 4 voci, Roma 1602
- Missarum liber primus, Roma 1609
- Canoni et obblighi di 110 sorte sull'Ave maris stella, Roma 1609
- Editio Medicea del graduale romano (insieme a F.Anerio), 1614
- Psalmi et motecta quae 8.12.16 voces concinuntur, liber secundus, Venezia 1616
- Villanelle a 3 voci, 1617 (opera perduta)
- Passio D.N.Jesu, secundum quatuor evangelistas, 1619